# Всеукраїнський центр радіохірургії
Всеукраїнський центр радіохірургії — це самостійний діагностично-лікувальний підрозділ Клінічної лікарні «Феофанія» Державного управління справами, в якому надається фахова діагностика та лікування новітніми методами променевої терапії різноманітних онкологічних патологій.
Обслуговує на бюджетних та госпрозрахункових засадах усіх громадян України та іноземних держав без будь-яких обмежень. Якісна діагностика та лікування здійснюються амбулаторно та в умовах стаціонару за особистим бажанням пацієнта. Детальна інформація про методи діагностики, лікування та кошториси наявних актуальних медичних послуг наявні на сайті ВЦР.
Територія центру безпосередньо межує з територіями Національного експоцентру України, Інституту бджільництва ім. П. І. Прокоповича, Національним музеєм бджільництва України. Поруч розташовані Головна астрономічна обсерваторія НАН України Національної академії наук України та Національний музей народної архітектури та побуту України.

## Історія
На початку 60-х років 20-го століття були зведені перші корпуси медичної установи Клінічної лікарні «Феофанія» (на той час Лікарня 4-го управління Міністерства охорони здоров'я УРСР).
З травня 1961 року розпочалось будівництво приміщнень лікарні. 9 лютого 1965 року Міністр МОЗ УРСР П. Л. Шупик підписав наказ № 75 про введення лікарні в експлуатацію. На той час у лікарні функціонувало 10 лікувальних відділень на 135 стаціонарних ліжок, працювало 34 лікарі, 116 медсестер, 70 санітарок. Допомагали роботі лікарні 113 інженерів, техніків, робітників. З 1965 року функціонує бібліотека медичної та художньої літератури.
Згідно з Указом Президента України від 30 серпня 2002 року та розпорядженням Кабінету Міністрів України від 16 листопада 2002 року № 647 Лікарню підпорядковано Державному управлінню справами.
У 2011 році на базі Клінічної лікарні «Феофанія» був офіційно створений Всеукраїнський центр радіохірургії.

## Сучасний стан
Після найбільшої в історії людства техногенної катастрофи на Атомній електростанції в Чорнобилі у 1986 році, Україна вийшла наразі на 1-е місце в Європі за кількістю онкологічно хворих. Від цих патологій в Україні щорічно помирає понад 90-о тисяч людей.
Створення у 2011 році ВЦР покращило виявлення онкологічних патологій на ранніх стадіях та забезпечення ефективних методів лікування ракових захворюваннях з застосуванням новітніх технологій світового рівня.

### Відділення променевої діагностики

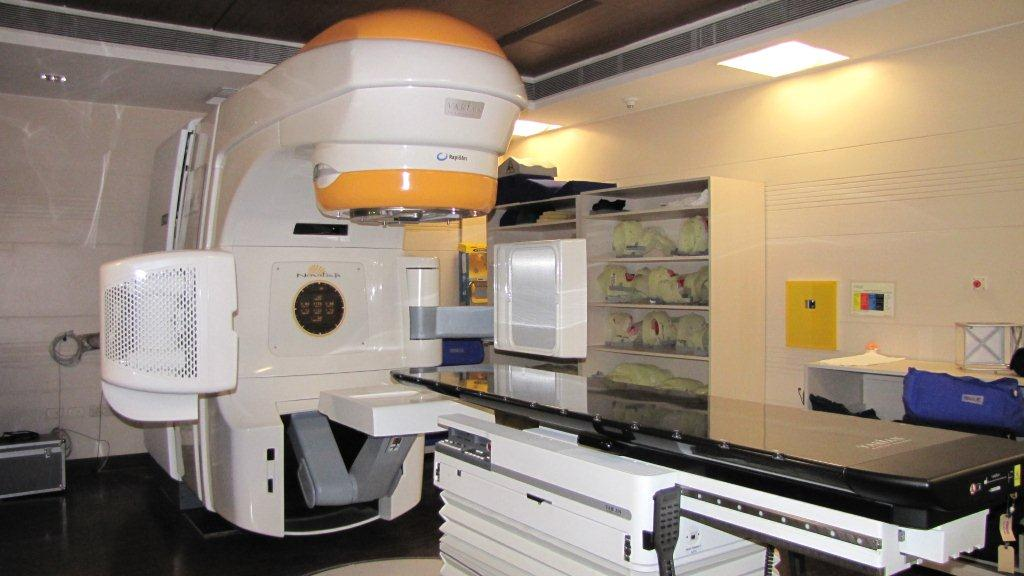
Лінійний прискорювач Novalis Tx

3D МРТ-відтворення будови голови людини

Сканування декількох перерізів голови людини

Ефективно використовує метод діагностики ПЕТ/КТ — поєднана позитронно-емісійна та комп'ютерна томографія. Тут встановлено і працює обладнання останнього покоління — 64-зрізовий комбінований сканер Biograph 64.

### Відділення променевої терапії
Ефективні дослідження здійснюються на базі потужного лінійного прискорювача Clinac iXY. Також у відділенні працюють сучасні потужні апарати дистанційної променевої терапії: медичні лінійні прискорювачі Clinac iX та Novalis Tx (Varian, США).
Лінійні прискорювачі оснащені багатопелюстковими коліматорами, системами візуалізації (портальними детекторами EPID та рентгенівським обладнанням OBI), сучасним програмним забезпеченням, що дозволяє реалізовувати променеву терапію під контролем зображень (IGRT) та променеву терапію з модульованою інтенсивністю дози (IMRT).

Комп'ютерна 3-D томографія торсу

Лінійний прискорювач Novalis Tx має роботизований стіл, який рухається в 6-ти площинах, та обладнання для стереотаксичної радіохірургії (SRS) (BrainLAB, Німеччина).
Крім того, для забезпечення точності позиціювання пацієнта при лікуванні на лінійних прискорювачах використовують іммобілізаційне обладнання: підставки різної конфігурації та вакуумні матраци, маски для фіксації голови, голови-шиї.
У відділенні встановлено апарат для брахітерапії GammaMed iX. Апарат має 24 канали з автоматичною подачею джерела Ir-192 високої потужності дози. Застосовується для аплікаційного лікування злоякісних новоутворень.

### Відділ виробництва радіофармпрепаратів
Для реалізації ПЕТ-технологій у центрі встановлено апарат для виробництва радіоактивного фтору — Циклотрон «Eclipce RD» фірми Siemens. Новітність установки дає змогу напрацьовувати потрібну кількість речовини у найкоротші терміни, що є суттєвим фактором у дослідженнях, внаслідок обмеження часу життя радіоактивного фтору. За 1.5-2 години циклотрон може згенерувати дозу, достатню для діагностування 15-20 пацієнтів.
Для ПЕТ використовується радіофармпрепарат (18F) фтор-дезокси-глюкоза (18F-ФДГ, ФДГ), період напіврозпаду якої становить 110 хвилин; об'ємна активність 300—700 МБк на 1 мл. Також ефективно використовується 18-фтордезоксиглюкоза, яка на відміну від звичайної глюкози, не піддається метаболізму далі стадії глюкозо-6-фосфата і залишається внутрішньоклітинно. Тим самим з'являється можливість реєструвати концентрацію накопичення РФП, яка сприяє інформаційній вичерпній діагностиці.

### Відділ радіаційної безпеки і дозиметричного контролю
Відділ забезпечений найсучаснішим радіовимірювальним обладнанням фірми TheНавір дозиметричного контролюrmo Fisher Scientific. Для поточного виміру потужності доз у приміщеннях використовуються дозиметри RedEye G10, для поверхневої забрудненості — стійки-монітори FHT 65 LLX. На випадок оперативного реагування наявні дві міні-лабораторії з радіодозиметрами RedEye B20.
Для науковців та працівників ВЦР реалізовано індивідуальний дозиметричний контроль персональними прямоінформаційними EPD Mk 2 G та TLD дозиметрами. У центрі радіохірургії також встановлена система безперевного радіаційного контролю, яка складається з датчиків на основі Гейгера-Мюллера FHZ 612-10, FHZ 691-10 та моніторів відображення FHT 6020.
Система безперевного радіаційного контролю, окрім самих приміщень, відслідковує наявність радіоактивних речовин у викидах в атмосферу і скидах у спеціалізовану радіо-очищувальну каналізацію.

## Наукова діяльність
Наукові дослідження фахівців центру регулярно публікуються у наукових медичних збірниках та журналах. Ряд науковців-медиків центру ведуть активну дослідницьку діяльність, яка буде відображена у дисертаційних працях.

## Лікування військовослужбовців
Лікування та діагностування військовослужбовців у ВЦР здійснюється за направленнями та попередньою узгодженістю з медичними підрозділами військових відомств держави.

## Довідка
- Что такое радиохирургия? [Архівовано 28 березня 2014 у Wayback Machine.]